# Каролинская опера
Каролинская опера (англ. Opera Carolina) — профессиональный оперный театр в Шарлотте, штат Северная Каролина.
Шарлоттский музыкальный клуб был основан в 1948 году небольшой группой любителей искусства, под покровительством Шарлоттской оперной ассоциации. Участники ставили своей целью привлечь к своему увлечению искусством других горожан. Первые несколько десятилетий существования клуба добровольцы-любители самостоятельно строили декорации, шили костюмы, и выступали на сцене. Все полученные от продажи билетов деньги шли на развитие клуба.
В 1986 году компания расширилась и была переименована в Каролинскую оперу.
Сегодня Каролинская опера активно действующий профессиональный оперный театр. Большая часть выступлений проходит в штате Каролина. Целью компании по-прежнему является стремление приобщить местных жителей к искусству.
Каролинская опера является частью организации Opera America и пользуется поддержкой совета по искусству и науке. Сезон театра начинается в ноябре и длится до середины апреля.